# Gand-Wevelgem 1954
La Gand-Wevelgem 1954, sedicesima edizione della corsa, si svolse il 28 marzo su un percorso di 235 km, con partenza a Gand e arrivo a Wevelgem. Fu vinta dallo svizzero Rolf Graf della Fiorelli davanti al connazionale Ferdinand Kübler e al belga Ernest Sterckx.

## Ordine d'arrivo (Top 10)
| Pos. | Corridore        | Squadra               | Tempo    |
| ---- | ---------------- | --------------------- | -------- |
| 1    | Rolf Graf        | Fiorelli              | 6h32'00" |
| 2    | Ferdinand Kübler | Fiorelli              | a 25"    |
| 3    | Ernest Sterckx   | Peugeot-Dunlop        | s.t.     |
| 4    | Marcel Rijkaert  | Mercier-BP-Hutchinson | s.t.     |
| 5    | Leon Van Daele   | Bertin                | s.t.     |
| 6    | René Mertens     | Groene Leeuw          | s.t.     |
| 7    | German Derijcke  | Alcyon-Dunlop         | s.t.     |
| 8    | Marcel Hendrickx | Arbos                 | s.t.     |
| 9    | Maurice Blomme   | Bertin                | s.t.     |
| 10   | André Pieters    | Devos Sport           | s.t.     |